# Erysiphe elevata

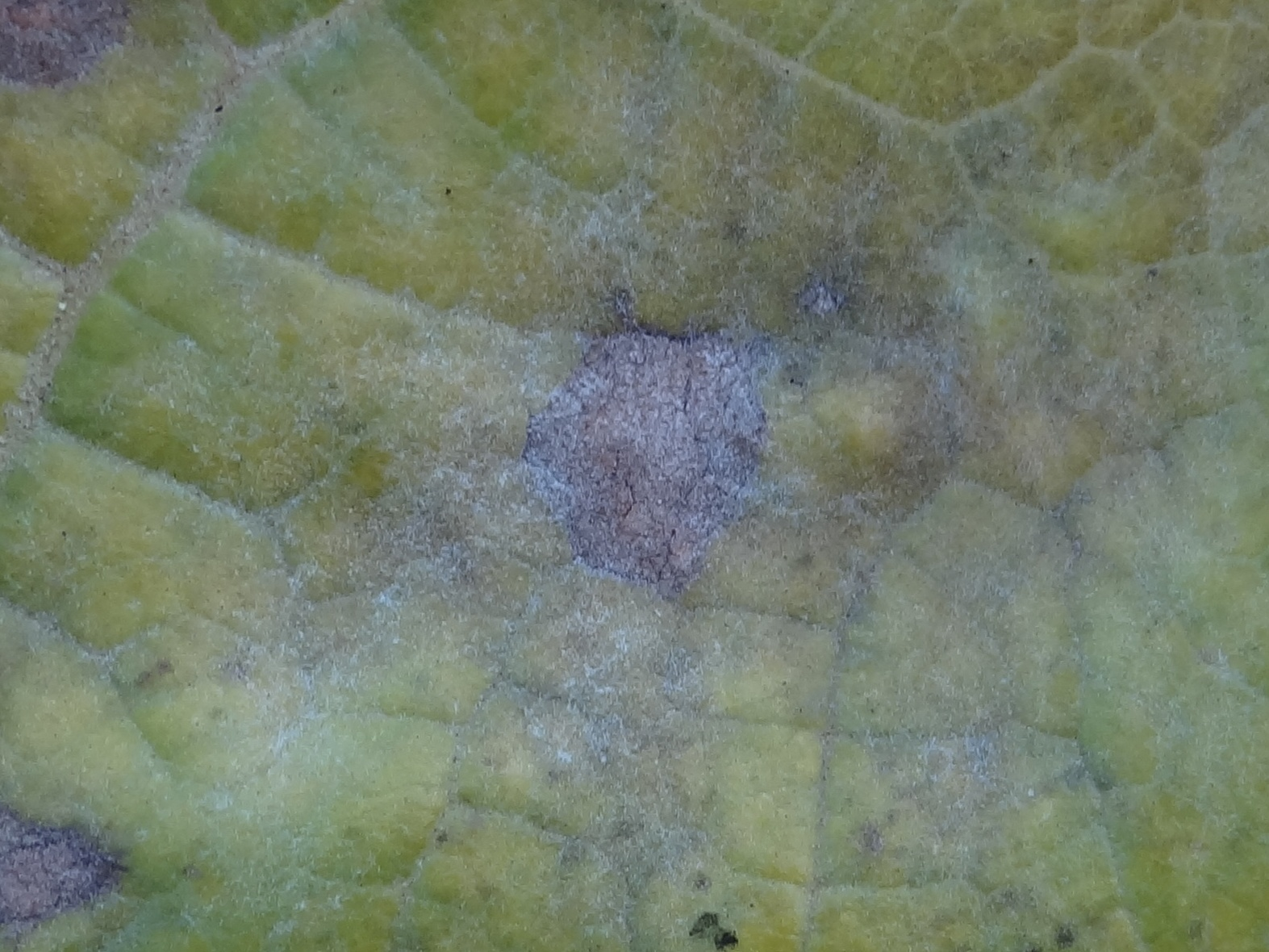

Erysiphe elevata (Burrill) U. Braun & S. Takam. – gatunek grzybów należący do rodziny mączniakowatych (Erysiphaceae). Grzyb mikroskopijny, pasożyt bezwzględny rozwijający się na roślinach z rodzaju surmia (Catalpa).

## Systematyka i nazewnictwo
Pozycja w klasyfikacji według Index Fungorum: Erysiphe, Erysiphaceae, Helotiales, Leotiomycetidae, Leotiomycetes, Pezizomycotina, Ascomycota, Fungi.
Po raz pierwszy zdiagnozował go w 1874 r. Thomas Jonathan Burrill, nadając mu nazwę Microsphaera elevata. Obecną nazwę, uznaną przez Index Fungorum, nadali mu U. Braun i S. Takamatsu w 2000 r.

## Morfologia
Biała grzybnia rozwija się głównie na górnej powierzchni liści oraz na pąkach. Jest cienka, delikatna, czasami (rzadko) zanikająca. Wytwarza rozproszone lub tworzące skupiska klejstotecja o średnicy 80–125 μm. Zbudowane są z nieregularnie wielobocznych, ciemnych komórek o średnicy 10–25 μm. Przyczepki długie, wiotkie, w liczbie około 5–15. Osiągają długość równą 1–6 średnic klejstotecjum i grubość 5–9(–11) μm. Mają pojedynczą przegrodę w pobliżu podstawy, są hialinowe lub brązowe, gładkie lub nieco szorstkie i blisko wierzchołka 2–4 razy dichotomicznie rozgałęzione. Rozgałęzienia znajdują się blisko siebie, są raczej regularne. Worki siedzące lub na krótkich trzonkach, w liczbie 4–8 w jednym klejstotecjum. Mają rozmiary 40–60 × 30–40 μm. W każdym worku powstaje po 3–6, zazwyczaj 4–5 elipsoidalno-jajowatych askospor o rozmiarach 15–32 × 9–13 μm.
Appressoria na grzybni dobrze rozwinięte. Grzybnia wytwarza także bezpłciowe zarodniki konidialne. Powstają pojedynczo na konidioforach składających się z 3–5 komórek o długości 70–100 μm i średnicy 7,5–10 μm. Komórka konidiotwórcza stożkowa o długości 20–40 μm. Konidia podłużne, eliptyczne o rozmiarach 30–42 × 13–20 μm, o stosunku długości do szerokości od 1,6 do 2,5.
Na surmii bignoniowej rozwija się jeszcze drugi gatunek mączniaka, wywołujący podobne objawy – Erysiphe catalpae. Rozróżnienie tych gatunków jest łatwe pod mikroskopem.

## Szkodliwość
U porażonych roślin powoduje chorobę zwaną mączniakiem prawdziwym. Jej objawy to białawy nalot na liściach i na zielonych pędach. W jego obrębie następuje obficie rozwój grzybni. Przy dużym natężeniu choroby następuje osłabienie wzrostu i przedwczesna utrata liści, co powoduje obniżoną wartość estetyczną roślin. E. elevata znany był tylko w Ameryce Północnej, od 2002 r. jednak objawy wywołanego przez ten gatunek mączniaka prawdziwego zaobserwowano również w Europie, w tym także w Polsce.